# Michael Finucane
Michael Finucane (* 1. Februar 1943 im County Limerick) ist ein früherer irischer Politiker, Mitglied der Fine Gael. Er war von 1989 bis 2002 Abgeordneter (Teachta Dála) im Dáil Éireann, dem irischen Unterhaus, und von 2002 bis 2007 Mitglied im Seanad Éireann.

## Leben
Michael Finucane versuchte erstmals bei den Wahlen 1987, für den Wahlkreis Limerick West in den Dáil gewählt zu werden. Aufgrund eines strategischen Fehlers hatten sich die Fine Gael-Kandidaten gegenseitig die Stimmen genommen. Allerdings konnte Finucane dann bei den Wahlen 1989 die Stimmen erringen und so zog er in den Dáil ein. Diesen Sitz konnte er bei den Wahlen 1992 und 1997 halten. 1999 trat er dann auch bei den Kommunalwahlen an und wurde für Newcastle West in den Limerick County Council gewählt. Die Wahlen zum Dáil Éireann 2002 bescherten ihm dann den Verlust des Sitzes im Dáil. Jedoch konnte er noch 2002 über die Arbeitsliste in den Seanad Éireann einziehen. Bei den Wahlen zum Dáil 2007 blieb er wiederum erfolglos und zog sich aus der Politik zurück.
Michael Finucane ist mit seiner Frau Hannah verheiratet.